# Moriaanshoofd
Moriaanshoofd es una localidad del municipio de Schouwen-Duiveland, en la provincia de Zelanda (Países Bajos). Está situada a unos 26 km al suroeste de Hellevoetsluis.